# Thomas D. Zweifel
Thomas D. Zweifel (* 7. Januar 1962 in Paris) ist ein schweizerisch-US-amerikanischer ex-CEO, Unternehmensberater, Autor, Hochschullehrer und Aufsichtsratsmitglied.

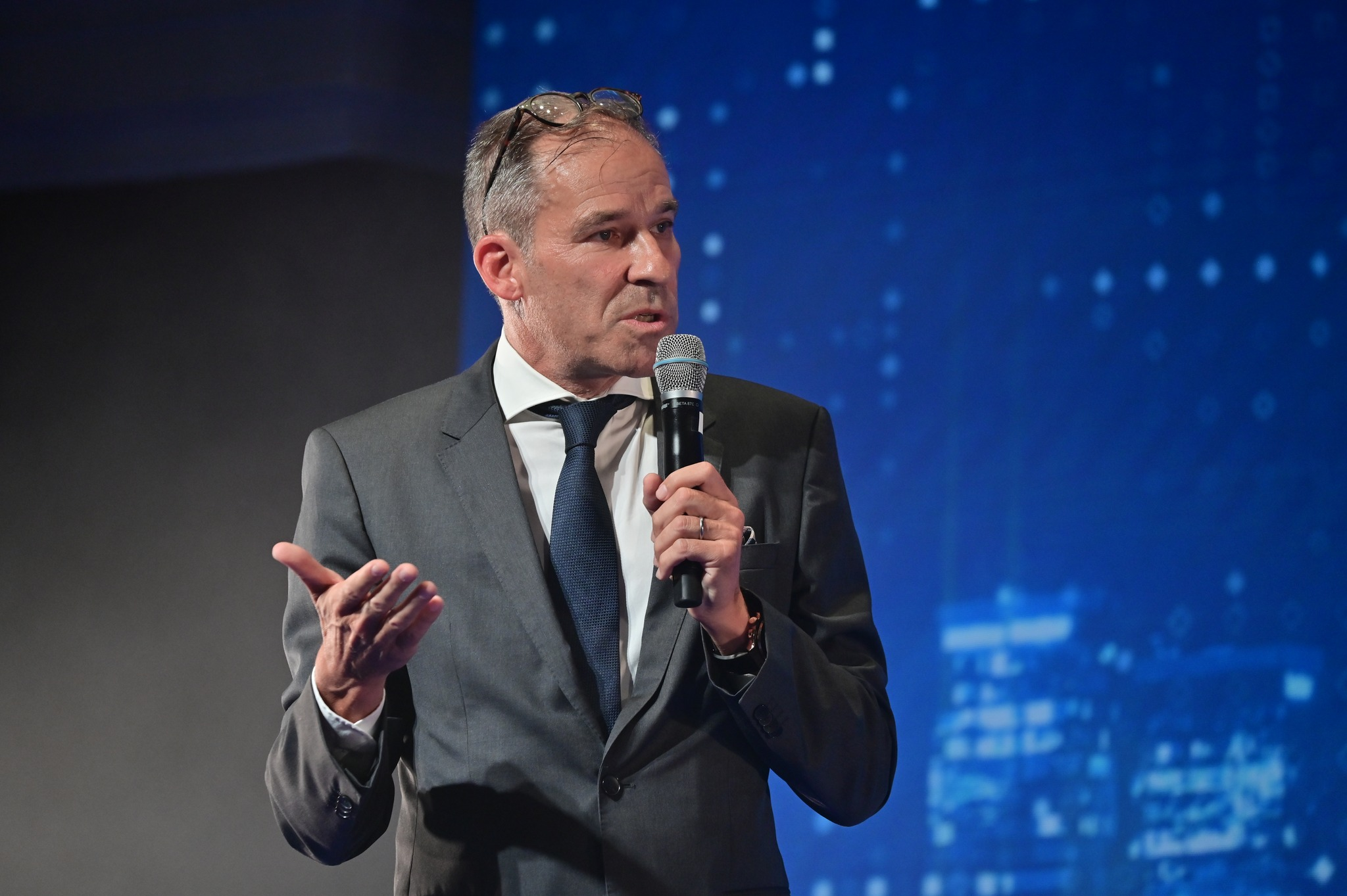
Thomas D. Zweifel (2022)

## Leben
Thomas David Zweifel wurde am 7. Januar 1962 in Neuilly, einem Vorort von Paris, als Sohn einer jüdischen Mutter und eines christlichen Vaters geboren. Seine Eltern gaben ihm den Namen Thomas und wollten ihn taufen lassen, doch seine Urgrossmutter Bertha Strauss-Rothschild drohte, „ich enterbe euch alle“, falls das Kind nicht zumindest einen jüdischen Vornamen erhalte. Der Säugling erhielt den Mittelnamen David, nach dem Urgrossvater, Rabbiner Dr. David Strauss.
Zweifels Schwester starb 1983 an einer Suchterkrankung, als sie achtzehn war. Die Scheidung der Eltern im Jahr 1970 und der Tod der Schwester waren für ihn ein Anlass, später Führungsbücher zu schreiben. Seine Mutter, Eva Schönberg, arbeitete als eine der ersten Kriminalrichterinnen der Schweiz, nachdem Frauen 1971 das Stimm- und Wahlrecht erhielten. Sein Vater, Hans-Ulrich Zweifel, war Architekt; seine Familie war aus Glarus nach Zürich übersiedelt.
Von 1985 bis 1997 arbeitete Zweifel für die Nichtregierungsorganisation Das Hunger Projekt. Als deren Direktor für Globale Operationen (von 1992 bis 1997) lebte er in verschiedenen europäischen Ländern sowie in Japan, Indien und den USA. Er war zuständig für die Profitabilität von 27 Global Affiliates, hatte jedoch nicht die rechtliche Macht, diesen Weisungen zu erteilen. So erlernte er in der Aktion die Fähigkeit des Coaching. Unter seiner Führung wuchs das Einkommen um jährlich 45 %, während die Ausgaben konstant blieben.
1996 erwarb Zweifel einen Master’s Degree an der School of International and Public Affairs der Columbia University in New York City. 2001 promovierte er in Internationaler Politischer Ökonomie an der New York University mit einer Arbeit über die demokratischen Defizite der Europäischen Union, insbesondere in der Regulierung von Firmen-Fusionen.
1997 wurde Zweifel Mitbegründer und CEO der Swiss Consulting Group, einer Unternehmensberatungsfirma, die 2013 verkauft wurde. Seither arbeitete er als unabhängiger Unternehmensberater und Aufsichtsratsmitglied, unter anderem mit Fortune 500 Unternehmen und Regierungsämtern wie dem Schweizer Bundesamt für Gesundheit und Eidgenössisches Departement für auswärtige Angelegenheiten, dem Außenministerium der Vereinigten Staaten und dem Premierminister und Kabinett von Kasachstan.
Im Anschluss an die Terroranschläge am 11. September 2001 auf das World Trade Center, die er als Augenzeuge miterlebte, arbeitete Zweifel mit der United States Military Academy West Point an der Ausbildung der Kadetten, um deren Führungskraft (Führungslehre) und Interkulturelle Kompetenz zu fördern. Später arbeitete er auch mit der United States Air Force Academy an derselben Zielsetzung.

## Leadership: Methoden und Praxis

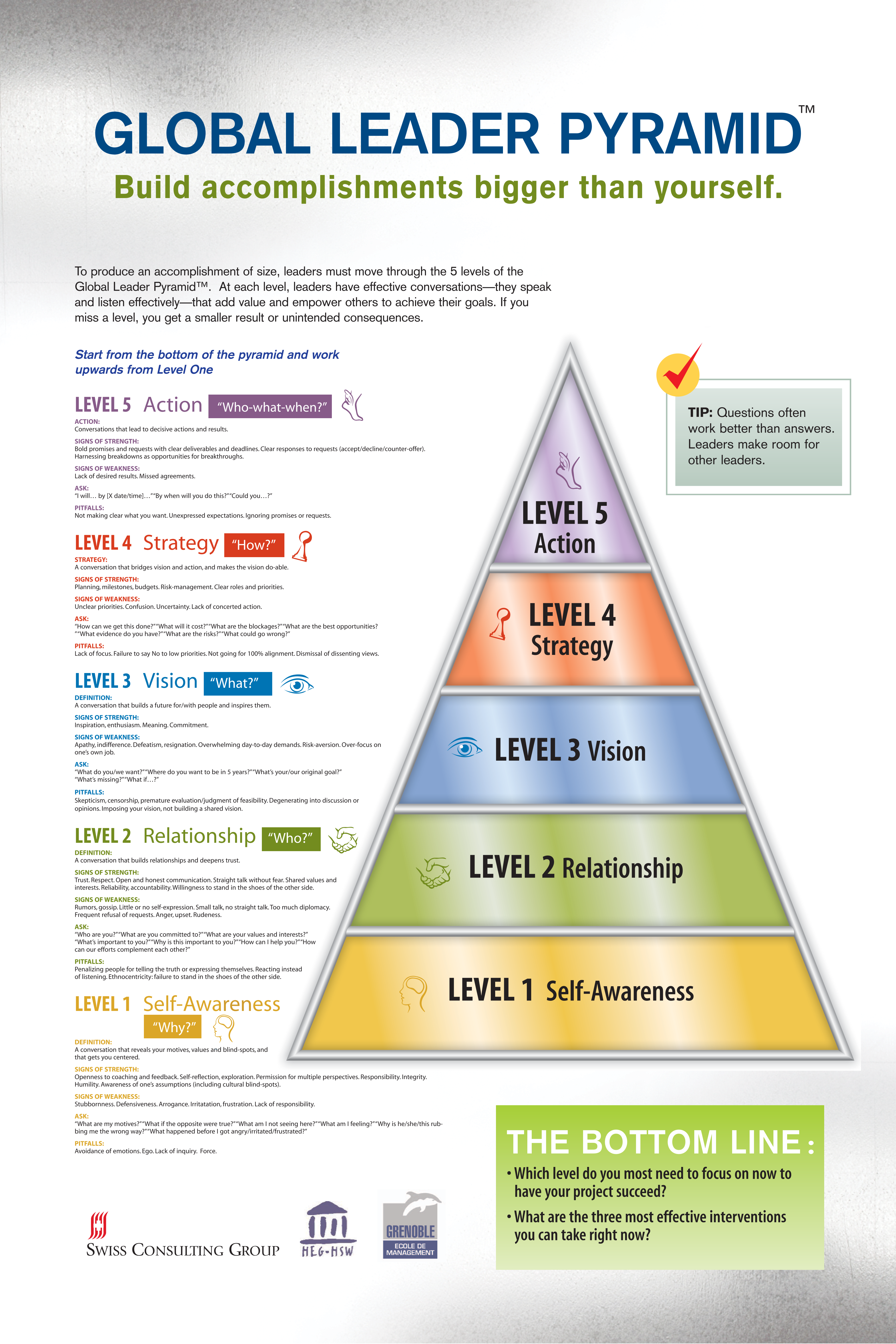
Die Global Leader Pyramide. Copyright © 2006 Thomas D. Zweifel. Um wirksam zu führen, muss die Führungskraft 5 Stufen meistern: Selbstkenntnis, Beziehung, Vision, Strategie und Handlung.

Zweifel entwickelte verschiedene Leadership-Theorien, unter anderem Strategie in Aktion, die Global Leader Pyramid und das Matterhorn of Masterful Listening. 1997 wurde er Mitgründer und CEO der Swiss Consulting Group, einer Unternehmensberatung, die er 2013 verkaufte. Seither arbeitet er selbständig als Unternehmensberater für Strategie und Umsetzung.
Das theoretische Fundament der Global Leader Pyramid™ bildet Radikaler Konstruktivismus: Führungsqualität wird als Produkt von spezifischen Gesprächen verstanden. Um Unternehmensziele zu erreichen, müssen Führungskräfte die fünf Stufen der Global Leader Pyramid™ durchlaufen. Auf jeder Stufe führen Führungskräfte wirksame Gespräche (sie sprechen und hören effektiv zu), die Mehrwert schaffen und andere befähigen, ihre Ziele zu erreichen. Das Verpassen einer Stufe führt zu einem geringeren Ergebnis oder unbeabsichtigten Folgen.
Seit 2001 lehrt Zweifel außerdem als Adjunct Professor an der Columbia University und seit 2004 als Lehrbeauftragter Dozent an der Universität St. Gallen. Als Keynote-Speaker tritt er für verschiedene Speaker Bureaus in Europa und den USA auf.

## Veröffentlichungen
- 2002: Democratic Deficit? Institutions and Regulation in the European Union, Switzerland, and the United States (Rowman & Littlefield), ISBN 978-0-7391-0812-3
- 2003: Communicate or Die: Getting Results Through Speaking and Listening (SelectBooks), ISBN 1-59079-000-6, deutsch: Communicate or die - Mit Sprache führen: Aussergewöhnliche Ergebnisse durch zielgerichtete Kommunikation (Springer Verlag, 2016)
- 2003: Culture Clash: Managing the Global High-Performance Team (SelectBooks), ISBN 978-1590799611
- 2005: International Organizations: Democracy, Accountability, Power (Lynne Rienner Publishers), ISBN 978-1-58826-392-6
- 2008 (mit Aaron L. Raskin) The Rabbi and the CEO: The Ten Commandments for 21st Century Leaders (Select Books), ISBN 1-59079-150-9, deutsch: Der Rabbi und der CEO: Was Führungskräfte von den Zehn Geboten lernen können (Linde Verlag, 2012)
- 2010: Leadership in 100 Days: A Systematic Self-Coaching Workbook (iHorizon), ISBN 978-1091667433, deutsch: Führungsspitze in 100 Tagen: Der Selbst-Coaching Fahrplan für Macht, Einfluss, Zukunft

- 2014 (mit Edward J. Borey): Strategy-In-Action: Marrying Planning, People and Performance, New York: iHorizon, ISBN 978-1491031100[11], deutsch: Strategie in Aktion: In 7 Schritten zur Strategie und Umsetzung: Planung, Führung, Leistung im Einklang (Springer Verlag, 2016)
- 2019: iCoach: The Simple Little Formula for Freeing Yourself, Boosting People Power and Changing the World, New York: iHorizon, ISBN 978-1687492944
- 2022: (mit Vip Vyas) Gorilla in the Cockpit: Breaking the Hidden Patterns of Project Failure and the System for Success, New York: iHorizon, ISBN 979-8359079228
- 2023: Anti-Crash: The 5-Part System for De-Risking and Winning in a VUCA World. New York: iHorizon, ISBN  979-8870377582
- 2024: Lead: Mobilizing People to Get Big Things Done. Copenhagen: Bookboon, ISBN 978-87-403-4885-9

## Belege
1. ↑  https://www.alemannia-judaica.de/images/Images%20283/Zuerich%20Israelit%2007071921.jpg
2. ↑  https://hls-dhs-dss.ch/de/articles/021061/2013-12-06/ Zweifel (GL), Historisches Lexikon der Schweiz, Version vom 6. Dezember 2013
3. 1 2  Zweifel, Thomas D. 1962–, auf encyclopedia.com
4. ↑  Democratic deficit? : institutions and regulation in the European Union, Switzerland, and the United States in comparative perspective, auf worldcat.org
5. ↑  Strategie in Aktion: In sieben Schritten zur Unternehmensstrategie und -umsetzung: Planung, Führung, Leistung im Einklang, Springer Gabler, Wiesbaden, 2016, ISBN 978-3-658-04983-6
6. ↑  Siehe Theodore C. Chartier-Rueg und Thomas D. Zweifel, "Blockchain, Leadership and Management: Business as Usual or Radical Disruption?" Eureka: Social and Humanities 4: 76-110, Grafik 95.
7. ↑  Michalya Schonwald: The Art of Listening: A Win-Win Strategy for You, Your Company, and the World, auf bhavanalearninggroup.com
8. ↑  Leadership, U6895 SIPA at Columbia University - MBAA (PDF), auf yumpu.com
9. ↑  SIPA news winter 2001 / VOLUME XI v NO. 1 S. 16 (PDF; 616 kB), auf sipa.columbia.edu
10. ↑  Thomas D. Zweifel, auf unisg.ch
11. ↑  Book review of Strategy-In-Action. In: Readers' Favorite. 7. Februar 2016 (englisch).

| Personendaten    | Personendaten                                                                  |
| ---------------- | ------------------------------------------------------------------------------ |
| NAME             | Zweifel, Thomas D.                                                             |
| KURZBESCHREIBUNG | schweizerisch-US-amerikanischer Unternehmensberater, Autor und Hochschullehrer |
| GEBURTSDATUM     | 7. Januar 1962                                                                 |
| GEBURTSORT       | Paris                                                                          |